# Romboedru
În geometrie un romboedru este un poliedru cu șase fețe care sunt romburi. Este un caz particular al unui paralelipiped în care toate laturile (muchiile) au aceeași lungime. Poate fi folosit pentru a defini sistemul cristalin hexagonal, un fagure cu celule romboedrice. Un cub este un caz particular al unui romboedru, având toate fețele pătrate.
În general, un romboedru poate avea până la trei tipuri de fețe rombice în perechi opuse congruente, simetrie Ci de ordinul 2.
Patru puncte care formează vârfuri neadiacente ale unui romboedru sunt în mod necesar cele patru vârfuri ale unui tetraedru ortocentric și toate tetraedrele ortocentrice pot fi formate în acest fel.

## Sistemul cristalin hexagonal

Sistemul cristalin hexagonal are celule romboedrice, cu 6 fețe rombice congruente, formând un trapezoedru trigonal.

## Cazuri particulare de simetrie
| Formă                 | Cub                                                | Trapezoedru trigonal                   | Prismă rombică dreaptă                     | Prismă rombică oblică          |
| --------------------- | -------------------------------------------------- | -------------------------------------- | ------------------------------------------ | ------------------------------ |
| Condiții pt. unghiuri | {\displaystyle \alpha =\beta =\gamma =90^{\circ }} | {\displaystyle \alpha =\beta =\gamma } | {\displaystyle \alpha =\beta =90^{\circ }} | {\displaystyle \alpha =\beta } |
| Simetrie              | Oh ordin 48                                        | D3d ordin 12                           | D2h ordin 8                                | C2h ordin 4                    |
| Fețe                  | 6 pătrate                                          | 6 romburi congruente                   | 2 romburi, 4 pătrate                       | 6 romburi                      |

Cazuri particulare ale romboedrului

- Cub: cu simetrie Oh de ordinul 48. Toate fețele sunt pătrate.
- Trapezoedru trigonal (numit și  romboedru izoedric):[3] cu simetrie D3d de ordinul 12. Toate unghiurile interne neobtuze ale fețelor sunt egale (toate fețele sunt romburi congruente). Acest lucru poate fi observat la scalarea unui cub în direcția unei diagonale lungi a sa. De exemplu, un octaedru regulat cu două tetraedre regulate atașate pe fețe opuse formează un trapezoedru trigonal” cu unghiuri de 60°.
- Prismă rombică dreaptă: cu simetrie D2h de ordinul 8. Este format din două romburi și patru pătrate. Acest lucru poate fi observat la scalarea unui cub în direcția unei diagonale a unei fețe a sa. De exemplu, două prisme drepte cu baze triunghiulare regulate atașate împreună formează o prismă rombică dreaptă cu unghiuri de 60°.
- Prismă rombică oblică: cu simetrie C2h de ordinul 4. Are un singur plan de simetrie, prin patru vârfuri, și șase fețe rombice.

## Geometrie în spațiu
La un romboedru izoedric cu lungimea laturii 1, cu unghiul ascuțit al romburilor {\displaystyle \theta ~}, cu un vârf în origine (0, 0, 0) și cu o latură situată de-a lungul axei x, cei trei vectori generatori sunt
e1 : {\displaystyle {\biggl (}1,0,0{\biggr )},}
e2 : {\displaystyle {\biggl (}\cos \theta ,\sin \theta ,0{\biggr )},}
e3 : {\displaystyle {\biggl (}\cos \theta ,{\cos \theta -\cos ^{2}\theta  \over \sin \theta },{{\sqrt {1-3\cos ^{2}\theta +2\cos ^{3}\theta }} \over \sin \theta }{\biggr )}.}
Alte coordonate se obțin prin adunarea vectorilor  din cele trei direcții: e1 + e2 , e1 + e3 , e2 + e3 și e1 + e2 + e3 .
Volumul {\displaystyle V} al unui romboedru izoedric cu latura de lungimea {\displaystyle a} și unghiul ascuțit al romburilor {\displaystyle \theta ~} se obține pe baza formulei pentru paralelipiped:
{\displaystyle V=a^{3}(1-\cos \theta ){\sqrt {1+2\cos \theta }}=a^{3}{\sqrt {(1-\cos \theta )^{2}(1+2\cos \theta )}}=a^{3}{\sqrt {1-3\cos ^{2}\theta +2\cos ^{3}\theta }}~.}
Altă relație:
{\displaystyle V=2{\sqrt {3}}~a^{3}\sin ^{2}\left({\frac {\theta }{2}}\right){\sqrt {1-{\frac {4}{3}}\sin ^{2}\left({\frac {\theta }{2}}\right)}}~.}
Deoarece aria bazei (rombice) este dată de {\displaystyle a^{2}\sin \theta ~}, iar înălțimea unui romboedru este dată de volumul său împărțit la aria bazei sale, înălțimea {\displaystyle h} a unui romboedru izoedric cu lungimea laturii {\displaystyle a} și unghiul ascuțit al romburilor {\displaystyle \theta } este dată de:
{\displaystyle h=a~{(1-\cos \theta ){\sqrt {1+2\cos \theta }} \over \sin \theta }=a~{{\sqrt {1-3\cos ^{2}\theta +2\cos ^{3}\theta }} \over \sin \theta }~.}
Notă: {\displaystyle h=a~z}3 , unde {\displaystyle z}3 este a treia coordonată a e3 .
Diagonala corpului dintre vârfurile unde se întâlnesc unghiurile ascuțite ale fețelor este cea mai lungă. Prin simetrie de rotație în jurul acelei diagonale, celelalte trei diagonale ale corpului, dintre cele trei perechi de vârfuri opuse în care apar și câte două unghiuri obtuze, au toate aceeași lungime.